# イトヲカシ
イトヲカシは、伊東歌詞太郎(Vo)と宮田“レフティ”リョウ(Bass/Guitar/Key)による2人組ユニット。所属レーベルはavex trax。メディアでは顔出しを行っておらず、その素顔はライブ等でしか見ることができない。2018年以降活動しておらず、個々の活動を行っている。

## 略歴
- 伊東歌詞太郎(Vo)と宮田“レフティ”リョウ(Bass/Guitar/Key)は、同じ中学校の同級生であり、はじめて結成したバンドのメンバー同士であった。
- 卒業後、別々の音楽活動を経て再会し、各々が培った音楽を一緒に発信すべく2012年にイトヲカシを結成[1]。
- 2012年4月に1stミニアルバム「ホシアイ」（伊東歌詞太郎/レフティモンスター名義）、10月に2ndミニアルバム「音呼治心」、2013年11月に3rdミニアルバム「軌唱伝結」を自主製作にてリリース。
- 2013年3月 - 4月実施の「イトヲカシ全国路上ライブツアー〜はるかぜのやくそく〜」では、東京・大阪・名古屋を除く31箇所で12,000人以上を動員。
- 2014年9月 - 10月実施の「イトヲカシ全国路上ライブツアー2014」では、17箇所で7,000人以上を動員。
- 2015年11月28日「イトヲカシ単独公演〜イトヲカシからの大切なおしらせ〜」を青山/月見ル君想フで開催。「イトヲカシ無期限活動開始」を宣言。
- 個々の活動を含め4年間の準備期間を経て、2016年よりイトヲカシの活動を本格化。
- 2016年3月 - 4月実施の「イトヲカシ全国路上ライブツアー 〜2016春〜」では20箇所で17,000人以上を動員。
- 2016年4月 - 7月、InterFM「イトヲカシのバズルラジヲ」にてMCを担当。
- 2016年5月11日に初の全国流通盤ミニアルバム「捲土重来（けんどちょうらい）」をリリース。オリコンウィークリー5位を獲得[2]。
- 2016年5月14日～6月11日にかけて初の全国ライブハウスツアー「イトヲカシ first one-man tour『捲土重来』」を開催。チケットは全会場即完売となった。
- 2016年7月 - 9月、TVアニメ「双星の陰陽師」のエンディング曲に「宿り星」が決定[3]。
- 2016年7月16日、自身の主催するフェス「バズフェス（出演者：GOOD ON THE REEL、黒木渚、ミソッカス、RADIO FISH、イトヲカシ）」をZepp Tokyoにて開催。
- 2016年8月、防衛省「自衛官募集2016」TVCMソングに「半径10メーターの世界」が決定[4]。
- 2016年8月 - 9月実施の「イトヲカシ全国路上ライブツアー ～2016夏～」では17箇所で7,000人以上を動員。
- 2016年8月14日に開催されたROCK IN JAPAN FESTIVAL'16に初出場。
- 2016年9月21日にシングル「スターダスト/宿り星」でavex traxよりメジャーデビュー[5]。
- 2016年11月 - 12月「イトヲカシ全国路上ライブツアー～秋・冬～」8箇所にて実施予定。
- 2016年12月、ネスレ「キットカット」の「2017年度受験生応援アーティスト」に決定[6]。
- 2016年12月31日、COUNTDOWN JAPAN 16/17出演。
- 2017年2月、FM OSAKA POWER PLAY「さいごまで」に決定。
- 2017年11月、3rdシングル発売直後に伊東が声帯結節により一時活動休止を発表。翌年には復帰しているがイトヲカシとしてはこの休止報告のみで復帰報告は行っていない。伊東のソロ活動にて復帰を報告している。
- 2018年4月新曲「シンギュラリティ」(未発売曲)がスマホRPG「ゴッドイーター レゾナントオプス」テーマソングに決定[7]。しかしこれ以後公式サイト、公式Twitter更新が停止し、事実上の活動停止となった。公式に休止や解散を宣言しないままそれぞれ個々での活動が続いている。メジャーでの活動はわずか2年弱であった。またそれぞれの個人サイトでのプロフィールでもイトヲカシとしての活動には触れていない。

## 概要
日本語を大事にした歌詞・メロディセンス・力強い歌声が織りなす琴線に触れる楽曲性が特徴。
2012年の結成後は、バンド活動と並行して、インターネットの世界への音楽の投稿、様々なアーティストへの楽曲提供やプロデュースワーク、サポートミュージシャンなどの活動をそれぞれが個々で行っており、動画サイトにおいては投稿動画総再生数は2,500万、twitterフォロワー数は併せて55万人以上を記録している。
バンド出身の2人だからこそ、動画サイトを中心に活動を続ける中で芽生えた「本当にみんなに歌が届いているんだろうか？みんなに感謝の気持ちが届けられてるんだろうか？もっとライブをやって直接歌を届けたい。直接会って感謝を伝えたい。」という想いがあり、ライブ活動も積極的に展開。
特に都市圏以外の、なかなかライブに行く事が出来ない所に住んでいる人たちに自分達から会いに行こうと、2013年以降全国路上ライブツアー実施しており、2年かけて個人でのライブも含めた形で全都道府県での歌唱を達成した。『やくそく』という楽曲では、路上ライブに対する思いを歌にしている。
また、海外においてもタイ/シンガポール/フランス/オランダで世界路上ライブツアーを実施、シンガポールのフェスティバルにも2回出演を果たしている。

## ディスコグラフィ

### デジタル配信シングル
| #                           | 発売日                      | タイトル                    | 規格                        | 品番                        | 収録アルバム                |
| インディーズ (屯所レコード) | インディーズ (屯所レコード) | インディーズ (屯所レコード) | インディーズ (屯所レコード) | インディーズ (屯所レコード) | インディーズ (屯所レコード) |
| --------------------------- | --------------------------- | --------------------------- | --------------------------- | --------------------------- | --------------------------- |
| 1st                         | 2016年5月11日               | 堂々巡り                    | デジタル・ダウンロード      | ANTCD-17925                 | 捲土重来                    |
| メジャー (avex trax)        |                             |                             |                             |                             |                             |
| 2nd                         | 2016年9月21日               | 宿り星                      | デジタル・ダウンロード      | ANTCD-18722                 | 中央突破                    |
| 3rd                         | 2017年2月8日                | さいごまで                  | デジタル・ダウンロード      |                             | 中央突破                    |
| 4th                         | 2017年5月31日               | 半径10メーターの世界        | デジタル・ダウンロード      | ANTCD-22720                 | 中央突破                    |
| 5th                         | 2017年6月14日               | スタートライン              | デジタル・ダウンロード      | ANTCD-22718                 | 中央突破                    |
| 6th                         | 2017年6月21日               | ドンマイ！！                | デジタル・ダウンロード      | ANTCD-22203                 | 中央突破                    |
| 7th                         | 2017年8月9日                | アイスクリーム              | デジタル・ダウンロード      | ANTCD-24097                 | 未定                        |
| 8th                         | 2017年11月3日               | 蒼い炎                      | デジタル・ダウンロード      | ANTCD-25232                 | 未定                        |

### 未発売曲
- パズル (2016年4月発売のシングル「阿吽」の裏面にあるQRコードを読み取ると聴ける限定曲。CDには収録されていない。)
- 譲り葉の下で (2017年度の防衛省「自衛官募集2017」CMソングにタイアップされたが、未発売のまま活動が停止している。)
- シンギュラリティ (2018年上半期にスマートフォン向けゲーム『ゴッドイーターレゾナントオプス』テーマ曲としてタイアップされたが、未発売のまま活動が停止している。)

## タイアップ
| 曲名                     | タイアップ                                                                | 時期   |
| ------------------------ | ------------------------------------------------------------------------- | ------ |
| Re:Milky way             | CAPCOM「CROSS×BEATS」「crossbeats REV.」収録                              | 2014年 |
| ブルースプリングティーン | 北海道文化放送『土曜プレゼンアワー』7月度エンディングテーマ               | 2016年 |
| 宿り星                   | テレビ東京系テレビアニメ『双星の陰陽師』第2クールエンディングテーマ       | 2016年 |
| ハートビート             | 札幌青葉鍼灸柔整専門学校 CMソング                                         | 2016年 |
| 半径10メーターの世界     | 防衛省「自衛官募集2016」CMソング                                          | 2016年 |
| スターダスト             | 広島FM「大窪シゲキの9ジラジ」9月度エンディングテーマ                      | 2016年 |
| スターダスト             | AbemaTV『芸能(秘)チャンネル』9月度エンディングテーマ                      | 2016年 |
| スターダスト             | STVラジオ「Pop'n Rollにズキューン」9月度エンディングテーマ                | 2016年 |
| スターダスト             | テレビ北海道『スイッチン!』9月度エンディングテーマ                        | 2016年 |
| スターダスト             | テレビ金沢『マル得配便DX』9月度エンディングテーマ                         | 2016年 |
| さいごまで               | ネスレ「キットカット」受験生応援キャンペーンソング                        | 2017年 |
| さいごまで               | 河合塾 CMソング                                                           | 2017年 |
| スタートライン           | 日本工学院2017年CMソング                                                  | 2017年 |
| カナデアイ               | テレビ東京系テレビアニメ『双星の陰陽師』第4クールオープニングテーマ       | 2017年 |
| アイオライト             | 映画『氷菓』主題歌                                                        | 2017年 |
| 譲り葉の下で             | 防衛省「自衛官募集2017」CMソング                                          | 2017年 |
| 蒼い炎                   | テレビ東京系テレビアニメ『ブラッククローバー』第1クールエンディングテーマ | 2017年 |
| シンギュラリティ         | スマートフォン向けゲーム『ゴッドイーターレゾナントオプス』テーマ曲        | 2018年 |